# Lijst van beschermd erfgoed in Berloz
Onderstaande tabel geeft een overzicht van de beschermde erfgoederen in de gemeente Berloz. Het beschermd erfgoed maakt deel uit van het cultureel erfgoed in België.
| Object                                                            | Bouwjaar/architect | Deelgemeente | Adres                                          | Coördinaten                   | Nummer?                | Afbeelding                                                        |
| ----------------------------------------------------------------- | ------------------ | ------------ | ---------------------------------------------- | ----------------------------- | ---------------------- | ----------------------------------------------------------------- |
| Kerk Saint-Lambert en omgeving waaronder de pastorie en de vijver |                    |              | rue du Centre                                  | 50° 41' 45" NB, 5° 12' 57" OL | 64008-CLT-0001-01 Info | Kerk Saint-Lambert en omgeving waaronder de pastorie en de vijver |
| Potale                                                            |                    |              | rue de Hollogne-sur-Geer, entre les n°s 1 et 3 | 50° 42' 20" NB, 5° 11' 23" OL | 64008-CLT-0002-01 Info |                                                                   |